# ヴィッラノーヴァ・モンテレオーネ
ヴィッラノーヴァ・モンテレオーネ（イタリア語: Villanova Monteleone）は、イタリア共和国サルデーニャ自治州サッサリ県にある、人口約2,300人の基礎自治体（コムーネ）。

## 地理

### 位置・広がり

#### 隣接コムーネ
隣接するコムーネは以下の通り。括弧内のORはオリスターノ県所属を示す。
- アルゲーロ
- ボーザ (OR)
- イッティリ
- モンテレオーネ・ロッカ・ドリーア
- モントレスタ (OR)
- パドリア
- プティフィーガリ
- ロマーナ
- ティエージ